# Моисеево-Алабушский сельсовет
Моисеево-Алабушский сельсовет — муниципальное образование со статусом сельского поселения в составе Уваровского района Тамбовской области России.
Административный центр — село Моисеево-Алабушка.

## История
В соответствии с Законом Тамбовской области от 17 сентября 2004 года № 232-З установлены границы муниципального образования и статус сельсовета как сельского поселения.
В соответствии с Законом Тамбовской области от 8 ноября 2010 года № 702-З в состав сельсовета включён упразднённый Чуево-Алабушский сельсовет.

## Население
| 2010  | 2012  | 2013  | 2014  | 2015  | 2016  | 2017  |
| ----- | ----- | ----- | ----- | ----- | ----- | ----- |
| 1677  | ↗2237 | ↘2211 | ↘2170 | ↘2130 | ↘2099 | ↘2046 |
| 2018  | 2019  | 2020  | 2021  |       |       |       |
| ↘2032 | ↘1994 | ↘1964 | ↘1943 |       |       |       |

## Состав сельского поселения
| № | Населённый пункт  | Тип населённого пункта       | Население |
| - | ----------------- | ---------------------------- | --------- |
| 1 | Красный Самолет   | посёлок                      | 17        |
| 2 | Моисеево-Алабушка | село, административный центр | ↘1069     |
| 3 | Репное            | село                         | ↘272      |
| 4 | Рогатый Пруд      | посёлок                      | 5         |
| 5 | Средняя Яруга     | деревня                      | 71        |
| 6 | Ульяновка         | деревня                      | ↘319      |
| 7 | Чуево-Алабушка    | село                         | ↘549      |

### Упразднённые населённые пункты
- Орлянкин
- Родничок
- Солопов
- Спирин[15]